# سنگ آذرآواری

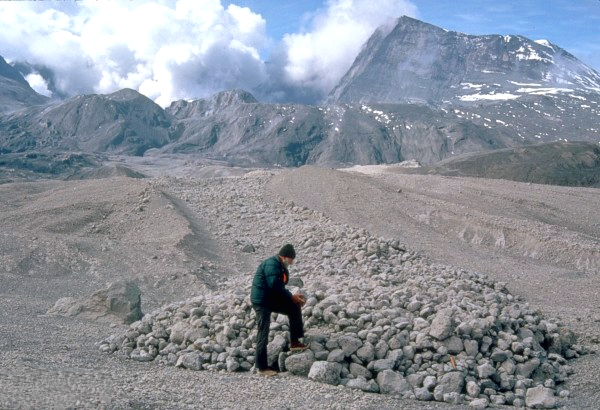

سنگ آذَرآواری (pyroclastic) سنگ‌های خردشده‌ای هستند که در فوران‌های انفجاری آتشفشان‌ها به هوا پرتاب می‌شوند. مواد آذرآواری در زمره مواد آواری هستند. تمام نهشته‌های آذرآواری تحت تأثیر انتقال و جابه‌جایی قرار می‌گیرند. مقدار زیادی از این رسوبات در توالی‌های صفحات تکتونیکی مخرب و همگرا و جزایر قوسی یافت می‌شود.
ذرات آذرآواری شامل خرده‌سنگ‌ها، بلورهای منفرد و قطعات شیشه‌های ولکانیکی می‌باشند. خرده‌سنگ‌ها می‌توانند از سنگ‌های منجمد شده در دهانه آتشفشان یا هر نوع سنگ دیگری که به وسیلهٔ گازها یا گدازه به سطح زمین آورده شده‌اند تشکیل گردند. بلورهای منفرد، بلورهایی هستند که قبلاً در داخل ماگما تشکیل گشته و در اثر انفجار به سطح آورده شده‌اند. قطعات شیشه از منجمد شدن یون‌های گدازه که زمان کافی برای تشکیل نداشته‌اند تشکیل می‌شود. این سه گروه ذرات را به ترتیب به نام سنگی، بلور و ویتریک نیز می‌نامند.
ذرات آذرآواری به سه طریقه حرکت می‌کنند.
- به صورت ذرات گرم یا داغ در سطح زمین جریان پیدا می‌کنند مانند جریان‌های خاکستر آتشفشانی.
- به صورت ذرات معلق در ارتفاع کم در هوا پراکنده می‌شوند.
- به صورت ذرات معلق در استراتوسفر در ارتفاع زیاد پرتاب شده و حرکت می‌نمایند. به‌طور کلی این رسوبات بیشتر در مناطق فعال تکتونیکی (خشکی و دریا) به ویژه در نواحی جزایر قوسی تشکیل می‌گردند.

## انواع
مواد آذرآواری با منشأ ماگما را آذرآوار اصلی و مواد آذرآواری متشکل از قطعات مخروط آتشفشانی یا گدازه‌های قدیمی‌تر را آذرآوار فرعی می‌گویند. اگر آذرآواری متشکل از قطعات غیرآتشفشانی یا آتشفشانی نامرتبط با آن باشد آن را آذرآوار تصادفی می‌گویند. به‌طور کلی ویژگی تمامی مواد آتشفشانی آواری‌ای که در طی فرایند قطعه‌قطعه شدن و مخلوط شدن با مواد غیرآتشفشانی در محیط نهشته می‌شوند آتشفشان‌آواری volcaniclastic نام دارد.
آذرآواری متشکل از سنگ‌های پیشین یا قطعات سنگ‌های آذرین و دگرگونی و رسوبی یا قطعاتی از گدازه‌های قبلی واقع در یک مجرای آتشفشانی که در نهشته‌ای آذرآواری جای گرفته‌اند آذرآوار سنگی lithic clast نامیده می‌شوند.
ذرات آتشفشان‌آواری ناشی از فوران آتشفشان در زیر آب، آب‌آوار hydroclast نام دارد.
|                        |                                       | نهشته‌های آذرآواری                    |                                          |
| اندازه آوار به میلی‌متر | آذرآوار                               | عمدتاً سفت‌نشده: تِفرا                  | عمدتاً سفت‌شده: سنگ آذرآواری               |
| بزرگ‌تر از ۶۴ میلی‌متر   | بمب، بلوک                             | آگلومرا، بستر بلوک یا بمب، بلوک تفرا | آگلومرا، بِرش آذرآواری                    |
| ۲ تا ۶۴ میلی‌متر        | لاپیلی                                | لایه، بستر لاپیلی یا لاپیلی تفرا     | توف لاپیلی                               |
| ۱/۱۶ تا ۲ میلی‌متر      | خاکستر درشت‌دانه                       | خاکستر درشت                          | درشت (توف خاکستر)                        |
| کوچک‌تر از ۱/۱۶ میلی‌متر | دانه خاکستر ریزدانه (دانه گرد و غبار) | خاکستر ریز (گرد و غبار)              | توف ریز (خاکستر) یا توف گرد و غبار نوع ۳ |